# Nectophrynoides poyntoni
Nectophrynoides poyntoni är en groddjursart som beskrevs av Menegon, Salvidio och Simon Loader 2004. Nectophrynoides poyntoni ingår i släktet Nectophrynoides och familjen paddor. IUCN kategoriserar arten globalt som akut hotad. Inga underarter finns listade i Catalogue of Life. Den är ett av de få groddjur som  varken lägger ägg eller har ett larvstadium. 